# Druk przestrzenny

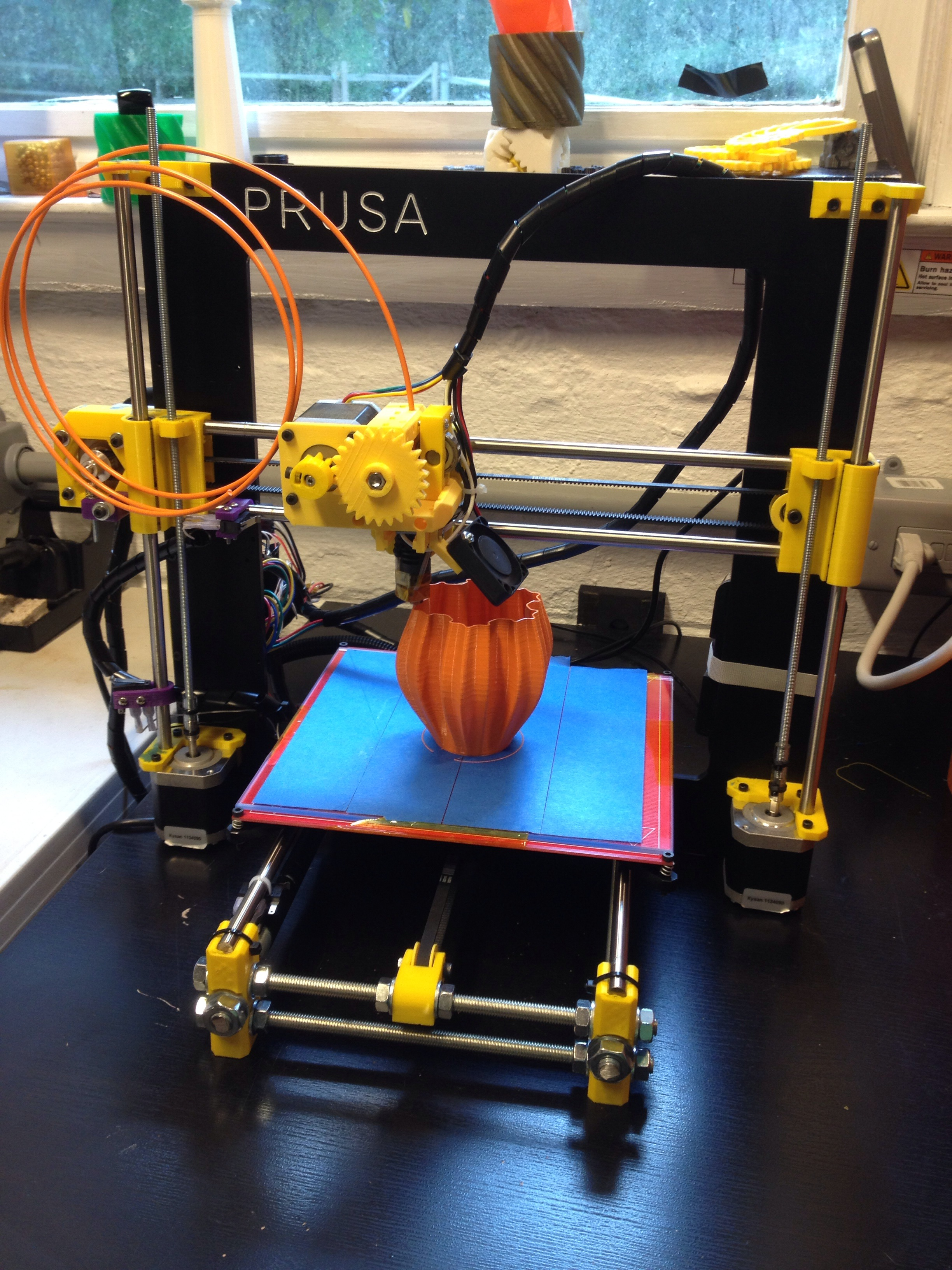
Wytwarzanie trójwymiarowego obiektu na drukarce 3D

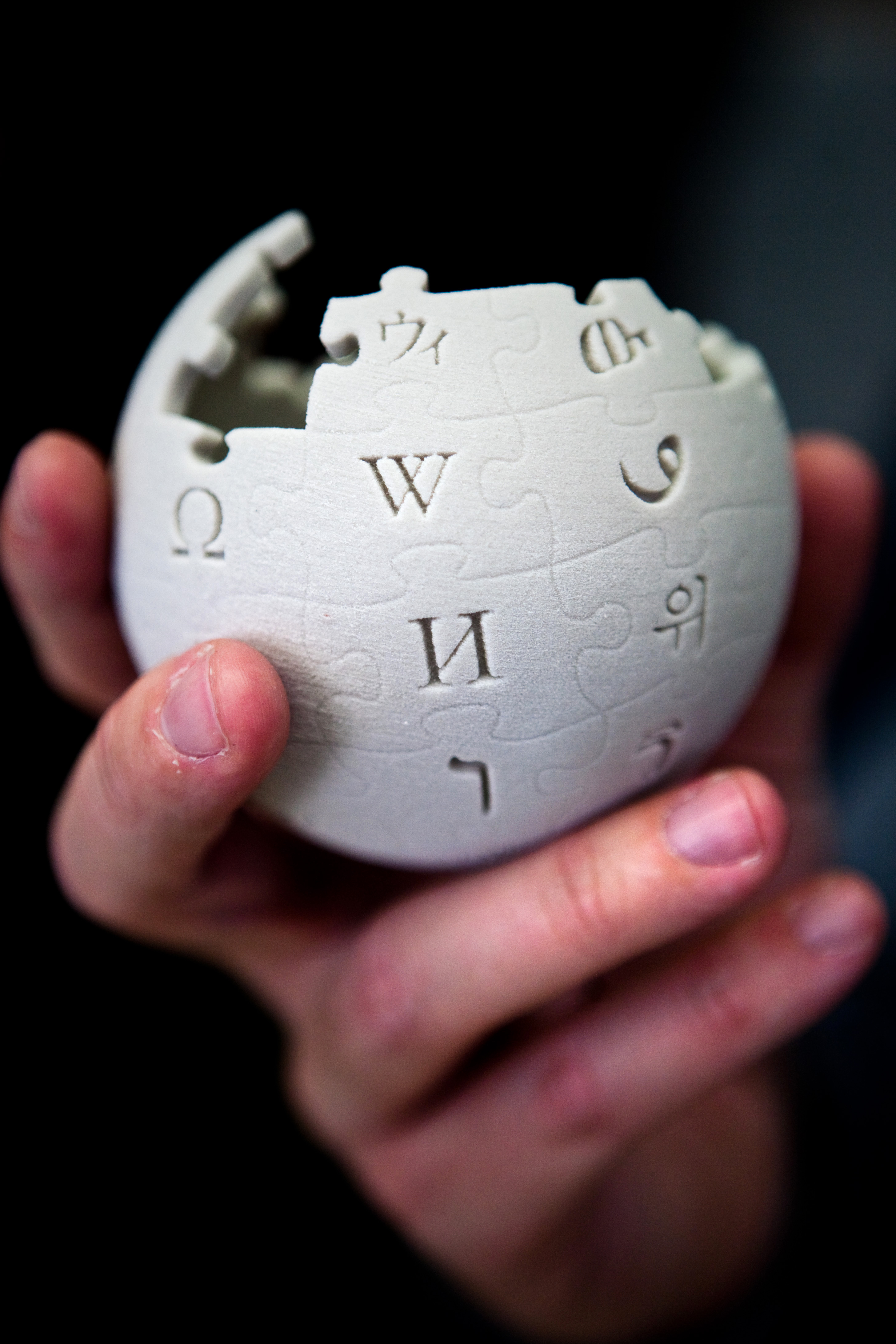
Globus Wikipedii wydrukowany za pomocą druku 3D

Druk przestrzenny, druk 3D, produkcja addytywna – proces wytwarzania fizycznych trójwymiarowych obiektów na podstawie modelu CAD lub cyfrowego modelu 3D. Druk może być wykonywany w różnych procesach, w których materiał jest osadzany, łączony lub zestalany z dodawanym materiałem (takim jak tworzywa sztuczne, proszek metali lub ciecze), zwykle warstwa po warstwie.
W latach 80. XX wieku, druk 3D były uważany za użyteczny wyłącznie do produkcji prototypów, a bardziej odpowiednim terminem w tamtym czasie było szybkie prototypowanie. Od 2019 roku precyzja i zakres materiałowy druku 3D wzrosły do tego stopnia, że wykorzystanie druku 3D zostało dostrzeżone również w produkcji przemysłowej.Główną zaletą druku 3D jest możliwość tworzenia skomplikowanych kształtów, których nie da się uzyskać przy użyciu ręcznych metod konstrukcyjnych.

## Historia
Pierwsza technika drukowania przestrzennego została opracowana w 1984 roku przez Chucka Hulla i opatentowana w 1986 roku jako stereolitografia (SLA). W tym samym roku Charles Hull założył firmę 3D Systems, która zajęła się komercyjną produkcją pierwszych drukarek 3D. W ramach 3D Systems opracowano stosowany do teraz format pliku STL, który jest używany do utworzenia pliku gcodeprzekazującego instrukcje drukarkom przestrzennym.
Kolejna technika wydruku – osadzanie topionego materiału (FDM) – została opracowana w 1988 roku przez Scotta Crumpa, który rok później założył firmę Stratasys, chociaż swoją pierwszą maszynę „3D Modeler” zaczęli sprzedawać w 1992 roku. W tym samym roku powstała także pierwsza drukarka stosująca technikę Selective laser sintering. Jest to technika dokładniejsza i dająca większą swobodę niż FDM.
W 2006 roku Adrian Bowyer zbudował pierwszy prototyp drukarki 3D z projektowanym przeznaczeniem dla użytkowników domowych. W ramach zainicjowanego przez niego projektu RepRap tworzone są kolejne modele drukarek 3D, które można złożyć i częściowo wytworzyć w domu. Docelowo drukarki te miałyby się same powielać. W roku 2013 zestaw do samodzielnego montażu drukarki RepRapPro Huxley kosztował ok. 430 USD, a z elementami, które można wydrukować samodzielnie ok. 540 USD.
Na początku XXI wieku rozpoczęły się prace nad zastosowaniem technik podobnych do wydruku 3D w medycynie. Z powodzeniem można już wytwarzać ściśle dopasowane protezy (w tym te wszczepiane w organizm), a nawet tkanki, ale wyzwaniem pozostaje drukowanie całych organów.

## Zastosowania

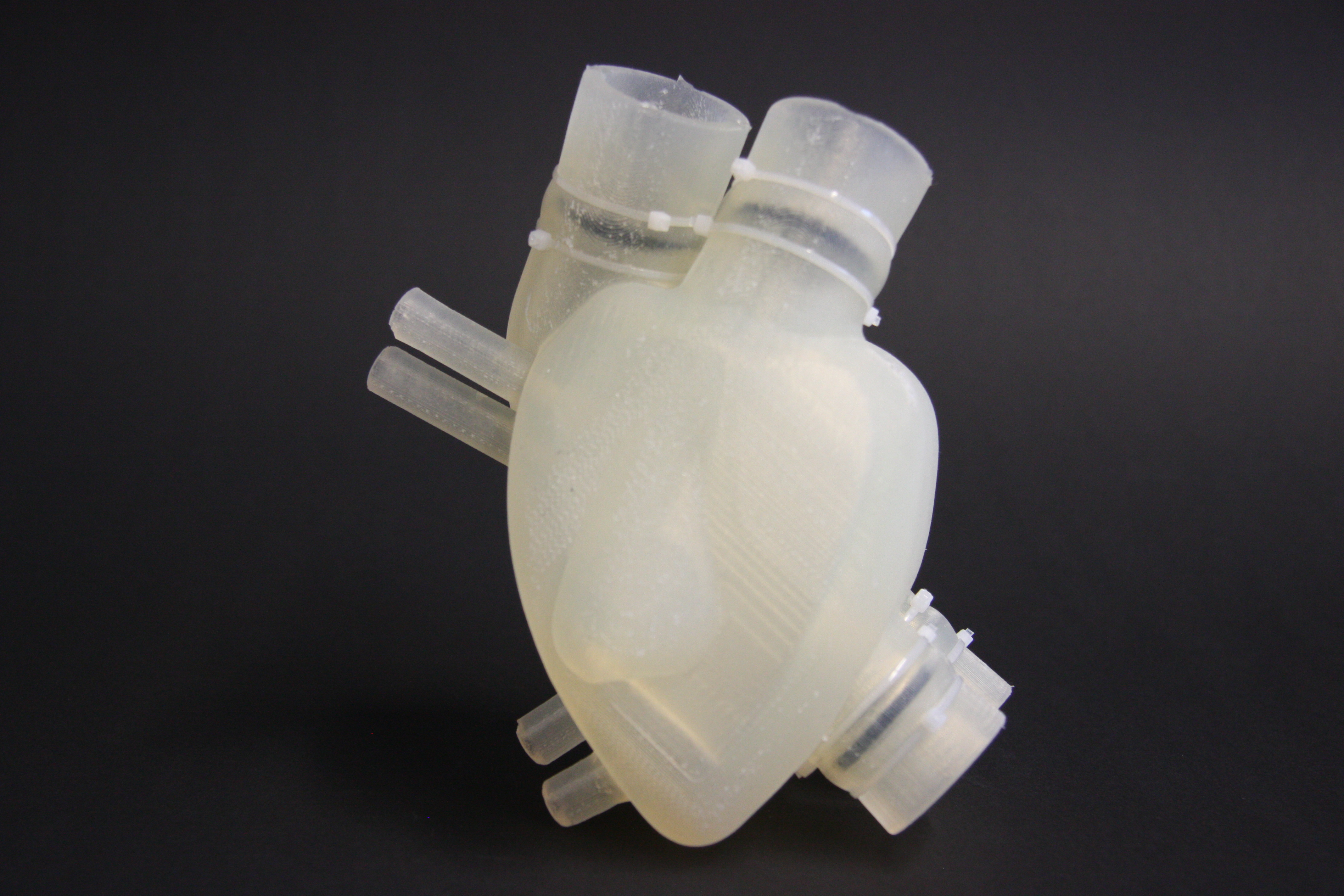
Sztuczne serce wydrukowane za pomocą technologii druku przestrzennego

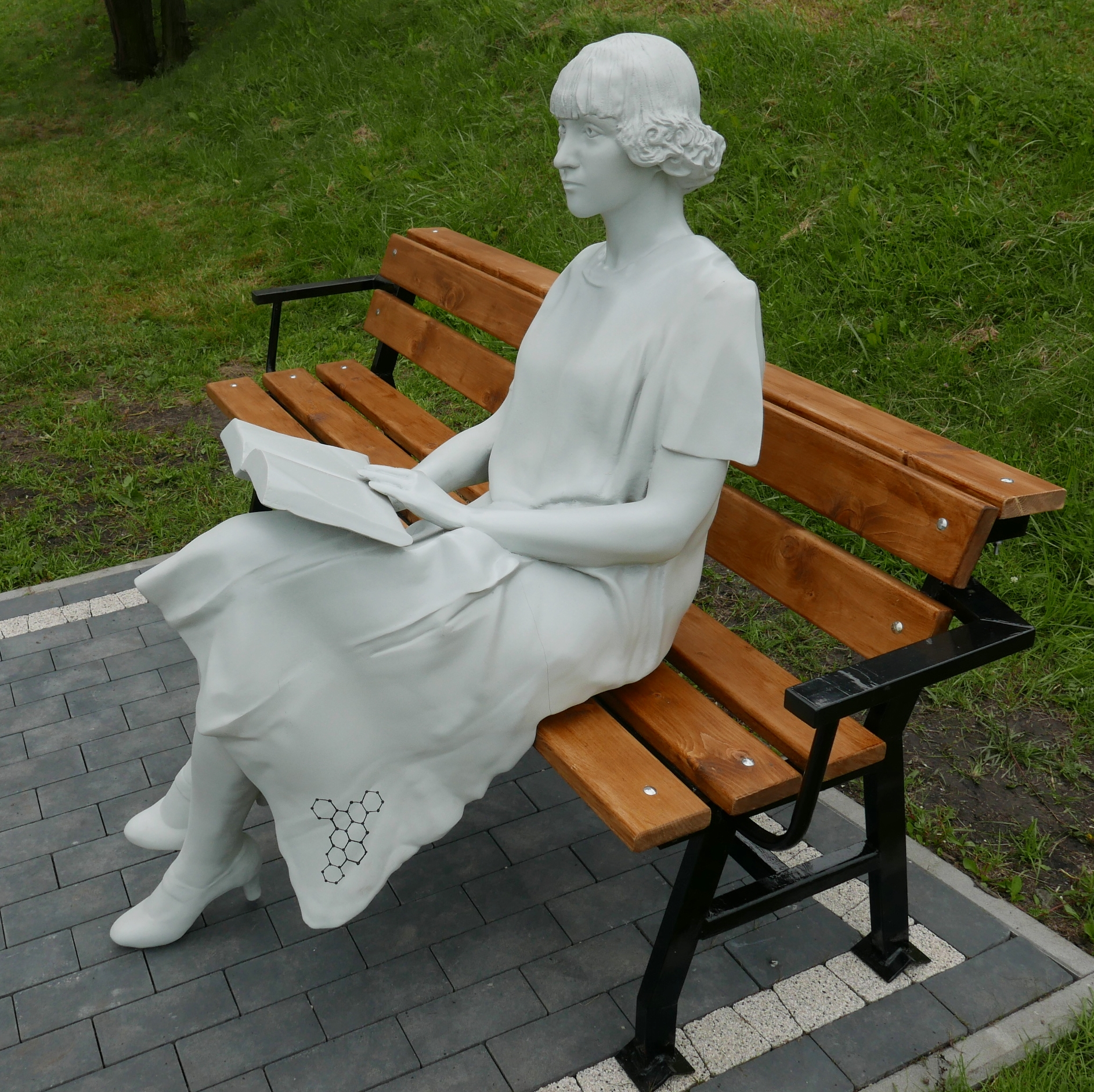
Pierwszy w Polsce pomnik wykonany z materiałów polimerowych i grafenu w technologii druku przestrzennego. Odsłonięty 26 czerwca 2018 na terenie Akademii Techiczno-Humanistycznej w Bielsku-Białej. Przedstawia poetkę Kazimierę Alberti

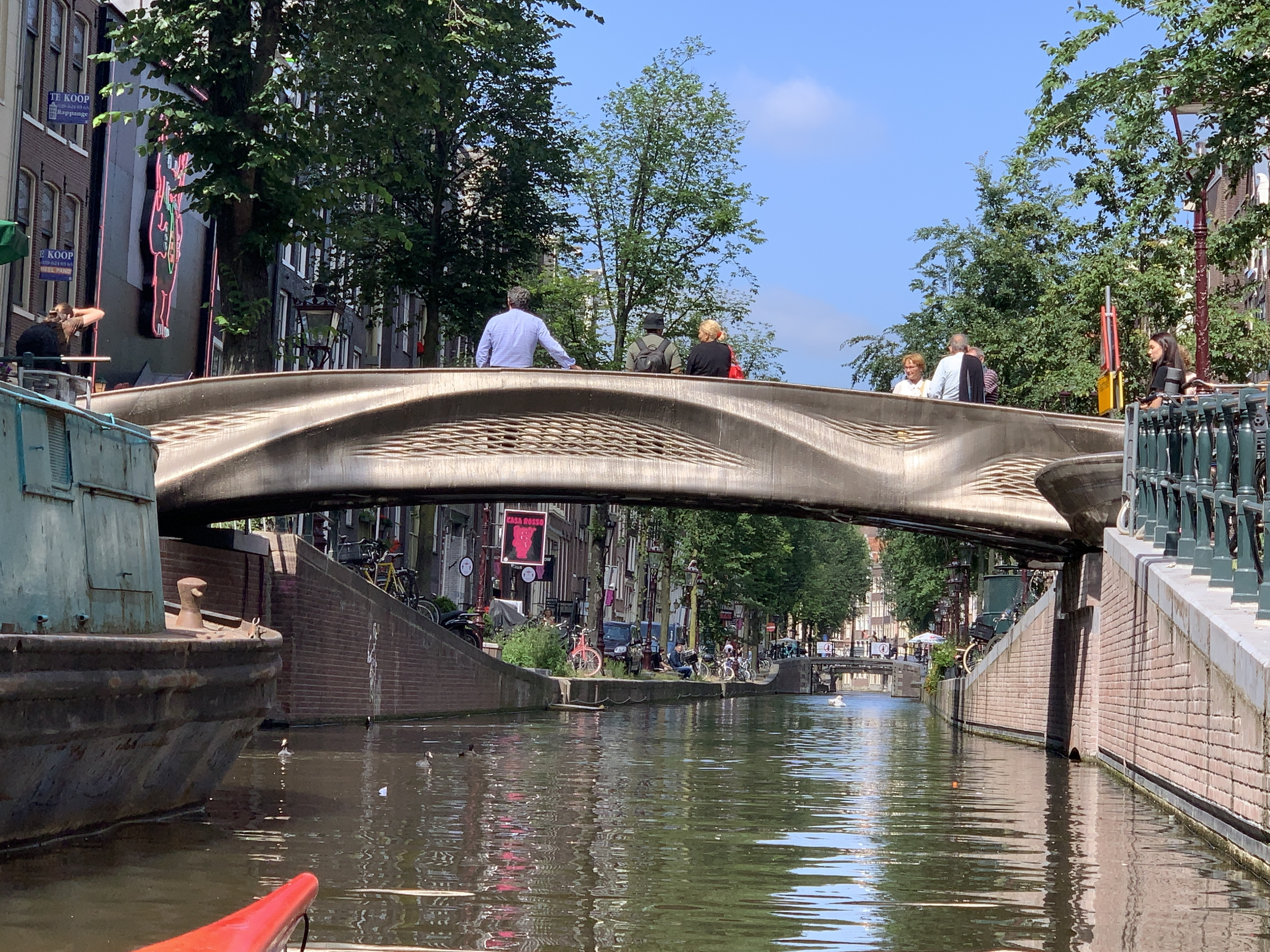
Most Stoofbrug w Amsterdamie wybudowany z elementów drukowanych

Możliwości wykorzystania drukarek przestrzennych zależą od metody wytwarzania produktu, dostępnych materiałów oraz kubatury urządzenia. W przypadku FDM na to jakie materiały można wykorzystać wpływa w dużej mierze temperatura do jakiej może się rozgrzać wytłaczarka i od jej budowy. W metodach, w których przedmiot jest cały czas zawieszony w innej substancji (jak w SLA, Selective laser sintering oraz Binder jetting), ograniczeniem jest też to, że nie można tworzyć zamkniętych przestrzeni z pustym wnętrzem. Natomiast na precyzję wykonania wpływa głównie dokładność pozycjonowania elementów sterujących oraz sam materiał, z jakiego wykonywany jest przedmiot.

### Rodzaje przedmiotów
Za pomocą różnego rodzaju drukarek 3D można wytworzyć:
- gotowe produkty z tworzywa sztucznego;
- produkty wymagające obróbki (szczególnie w FDM może być konieczne przycięcie łączników i kolumienek oraz wygładzenie powierzchni);
- inne przedmioty z topliwych materiałów w tym z czekolady czy metalu[13];
- elementy innych przedmiotów;
- prototypy i inne produkty koncepcyjne;
- formy do wykonania właściwych elementów lub prototypów;
- w ograniczonej formie także różnego rodzaju tkanki;
- budynki.

### Materiały
W domowych drukarkach przestrzennych używa się przede wszystkim tworzyw sztucznych takich jak: PLA, ABS,PET-G, PVA, nylon, Laywood (materiał drewnopodobny, kompozyt plastiku i drewna), Laybrick (kompozyt plastiku i gipsu). Drukarki przemysłowe i mniej typowe modele mogą używać innych materiałów np.: żywic, gumy czy też czekolady lub metalu, a nawet betonu, piasku, papieru czy nawet cukru. Trwają także prace nad możliwością druku 3D z grafenu. W pełni kolorowe modele można uzyskać dzięki technologii CJP (ColorJet Printing), w której materiał proszkowy, oprócz tego, że jest spajany lepiszczem, jest też barwiony tuszami CMYK.

### Rodzaje druku 3D
Obecnie dostępnych jest wiele metod wytwarzania addytywnego, które możemy określić mianem druku 3D. Różnią się one znacząco od siebie, oferują inne możliwości i mają odrębne dziedziny stosowania. Ogólnie ujmując druk 3D można podzielić ze względu na: oferowaną dokładność, materiał, z którego budowane są detale, sposób nakładania materiału (naświetlanie, wyciskanie, stapianie), szybkość wykonywania elementów.
Najpopularniejsze rodzaje druku 3D:
- FDM (ang. Fused Deposition Modelling) – termoplastyczny materiał wyciskany przez dysze.
- MJP (ang. Multi Jet Printing) – napylany cienkimi warstwami fotopolimer utwardzany światłem UV.
- CJP (ang. Color Jet Printing) – gipsowy proszek barwiony tuszem (druk 3D w kolorach).
- DLP (ang. Digital Light Processing) – utwardzanie materiałów światłoczułych (fotopolimerów) za pomocą światła projektora.
- SLA (Stereolitografia) – żywice utwardzane są za pomocą lasera.
- SLS (ang. Selective Laser Sintering) – cienkie warstwy proszku budulcowego stapiane laserem.
- DMLS (ang. Direct Metal Laser Sintering) – proszki metali topione laserem dużej mocy. Druk 3D z metalu.
- Binder Jetting – proszki metaliczne lub proszki piasku są łączone za pomocą ciekłego spoiwa.

## Aspekty prawne

### Produkcja broni palnej

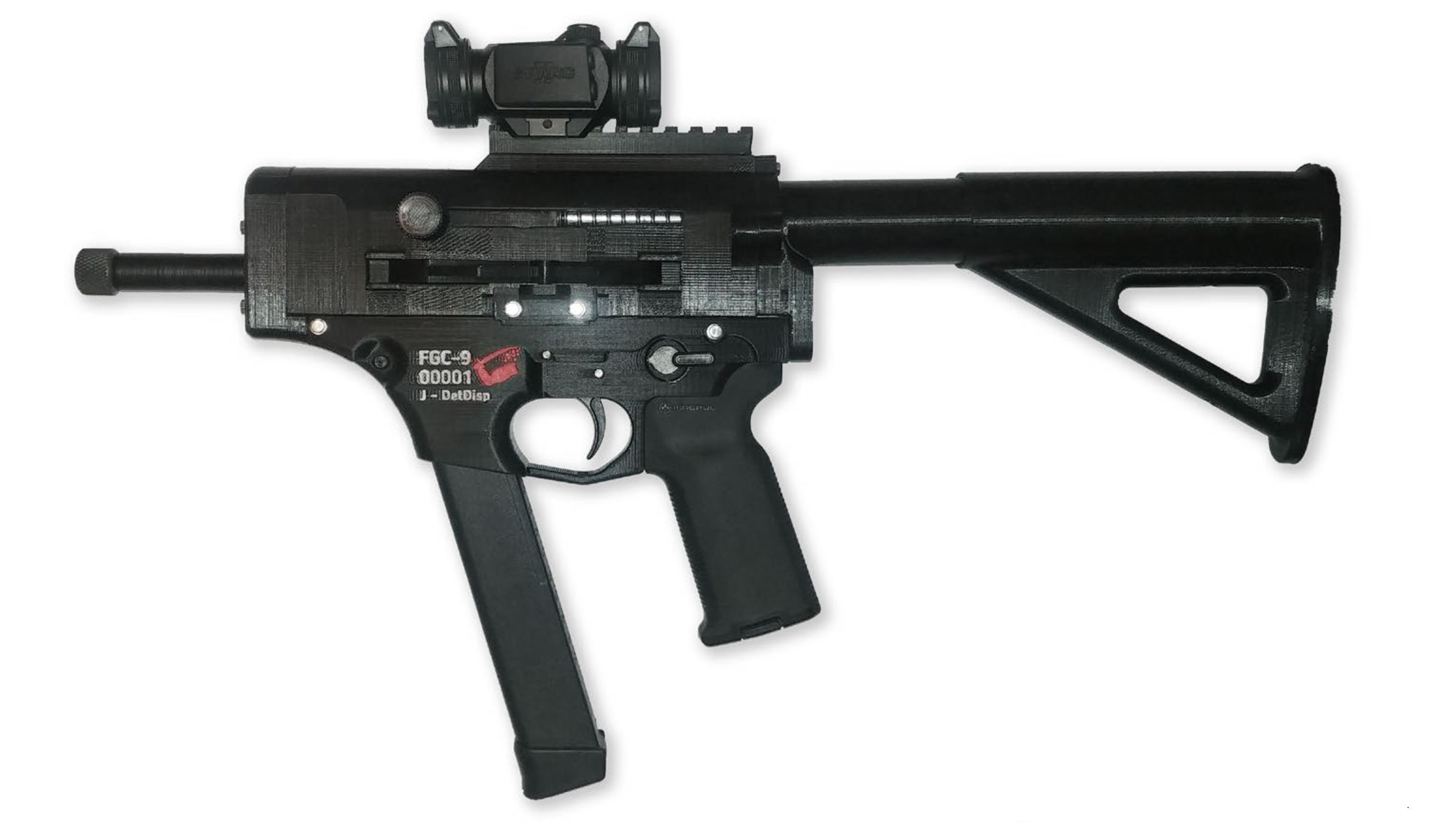
Pistolet samopowtarzalny FGC-9 przystosowany do produkowania metodą druku 3D w warunkach domowych

Departament Bezpieczeństwa Krajowego Stanów Zjednoczonych wraz ze Wspólnym Regionalnym Centrum Wywiadowczym opublikowały notatkę stwierdzającą, że „znaczący postęp w możliwościach druku trójwymiarowego, a także dostępność bezpłatnych plików cyfrowych zawierających komponenty broni palnej przeznaczonych do druku 3D oraz trudności w regulowaniu udostępnienia plików mogą stanowić zagrożenie dla bezpieczeństwa publicznego ze strony niewykwalifikowanych osób, którzy uzyskują dostęp do broni palnej drukowanej w 3D” oraz że „proponowane przepisy zakazujące drukowania broni w 3D mogą zniechęcić do produkcji takiej broni jednak nie zapobiegną jej produkcji.”.
Próba ograniczenia w Internecie dystrybucji plików zawierających broń palną została porównana do zapobiegania powszechnej dystrybucji programu DeCSS, który jako pierwszy umożliwił zgrywanie płyt DVD-Video. Po tym, jak rząd Stanów Zjednoczonych zobowiązał założyciela Defense Distributed do usunięcia projektu pistoletu Liberator ze strony, plany te nadal były powszechnie dostępne na The Pirate Bay i wielu innych serwisach. Niektórzy amerykańscy politycy zaproponowali regulacje dotyczące drukarek 3D, które mogłyby zapobiec wykorzystywaniu ich do drukowania broni palnej. Zwolennicy druku 3D zasugerowali, że takie regulacje byłyby daremne oraz mogłyby sparaliżować branżę druku 3D i oraz naruszać prawo do wolności słowa.
Urzędnicy w Wielkiej Brytanii zauważyli, że produkcja broni palnej, która miałaby zostać wydrukowana w druku przestrzennym byłaby nielegalna w świetle ich przepisów dotyczących kontroli broni palnej. Europol stwierdził, że przestępcy posiadają dostęp do broni z innych źródeł, jednak zaznaczył, że wraz z rozwojem technologii ryzyko drukowania broni palnej może wzrosnąć.

### Regulacja lotnicza
W Stanach Zjednoczonych, Federalna Administracja Lotnictwa przewidziała chęć wykorzystania techniki druku przestrzennego w lotnictwie i rozważa, jak najlepiej uregulować ten proces. W grudniu 2016 roku Federalna Administracja Lotnictwa zatwierdziła produkcję drukowanej w 3D dyszy paliwowej do silnika GE LEAP.